# 黄萃庭
黄萃庭（1916年—1992年），男，广东惠阳人，中国外科学家，曾任北京医科大学教授、博士生导师。